# Supergroep (biologie)
Een supergroep is een van de hoogste taxonomische rangen, boven dat van een rijk en stam en onder dat van een domein. Een supergroep is een zeer grote, monofyletische groep van organismen die een gemeenschappelijke voorouder delen.
Het was tot aan de jaren 2010 lastig de verwantschappen te bestuderen tussen de hogere taxa zoals de domeinen, rijken en stammen. Op grond van moderne moleculaire technieken, sequencing en genoomanalyses, heeft er een fundamentele herschikking plaatsgevonden van deze taxa. Zodoende werd een nieuwe taxonomische rang in het leven geroepen, de supergroep. Supergroep wordt in de recente literatuur algemeen gebruikt.
De supergroep kwam als een nieuwe taxonomische rang tot stand, doordat het ver uit elkaar liggende taxa verenigde waarvoor redelijke aanwijzingen bestonden dat deze een gemeenschappelijke afstamming hadden. Traditionele rijken als dieren en schimmels werden hierin als subclades geplaatst. De supergroep wordt vooral bij de classificatie van eukaryoten toegepast.

## Indeling met domeinen en supergroepen
Een moderne indeling van het leven is te vinden onder anderen bij JR Holt en CA Iudica (2013). De ontwikkelingen van het laatste decennium zijn hierin verwerkt. Binnen de Eukaryoten worden vier supergroepen, met de Rhizaria soms als vijfde supergroep, maar anders opgenomen in de Chromalveolata, onderscheiden: 
| - Domein Eubacteria (Ehrenberg 1828) (→ prokaryoten) - - Domein Archaea (Woese et al. 1990) (→ prokaryoten) - Domein Eukaryota - Supergroep Unikonta (Cavalier-Smith 2002) - Supergroep Excavata (Cavalier-Smith 2002) (→ protisten) - Bikonta (Cavalier-Smith 2002) - Supergroep Chromalveolata (Adl et al. 2005) (→ protisten) - Supergroep Archaeplastida (Adl et al. 2005) |
| (→ behoort tot de ...) wordt ook gerekend tot een polyfyletische groep |

De protozoa en de protisten worden niet meer als groep erkend maar zijn verdeeld over alle supergroepen.
| Linnaeus (1735) 2 rijken | Haeckel (1894) 3 rijken | Whittaker (1969) 5 rijken | Woese (1977) 6 rijken | Woese (1990) 3 domeinen | Cavalier-Smith (1998) 2 domeinen en 6 rijken | Cavalier-Smith (1998) 2 domeinen en 6 rijken | Keeling (2004) 3 domeinen en 5 supergroepen | Keeling (2004) 3 domeinen en 5 supergroepen |
| ------------------------ | ----------------------- | ------------------------- | --------------------- | ----------------------- | -------------------------------------------- | -------------------------------------------- | ------------------------------------------- | ------------------------------------------- |
| Animalia                 | Animalia                | Animalia                  | Animalia              | Eucarya                 | Eukaryota                                    | Animalia                                     | Eukaryota                                   | Unikonta                                    |
| Vegetabilia              | Plantae                 | Fungi                     | Fungi                 | Eucarya                 | Eukaryota                                    | Fungi                                        | Eukaryota                                   | Excavata                                    |
| Vegetabilia              | Plantae                 | Plantae                   | Plantae               | Eucarya                 | Eukaryota                                    | Plantae                                      | Eukaryota                                   | Archaeplastida                              |
| Vegetabilia              | Plantae                 | Protista                  | Protista              | Eucarya                 | Eukaryota                                    | Chromista                                    | Eukaryota                                   | Chromalveolata                              |
| niet behandeld           | Protista                | Protista                  | Protista              | Eucarya                 | Eukaryota                                    | Protozoa                                     | Eukaryota                                   | Rhizaria                                    |
| niet behandeld           | Protista                | Monera                    | Archaebacteria        | Archaea                 | Prokaryota                                   | Bacteria                                     | Archaea                                     | Archaea                                     |
| niet behandeld           | Protista                | Monera                    | Eubacteria            | Bacteria                | Prokaryota                                   | Bacteria                                     | Bacteria                                    | Bacteria                                    |

Samengevat tot de niveaus stam, rijk, supergroep en domein ziet de stamboom van het leven er als volgt uit:
| Fylogenetische stamboom van het cellulaire leven |
| --- |
| LUCA - Domein Eubacteria (Ehrenberg 1828) (→ prokaryoten) - Rijk Thermotogae - - Rijk Firmicutae - - Rijk Oxyphotobacteria - - Rijk Chloroflexae - - - Rijk Proteobacteria - Rijk Spirochaetae - - Rijk Pirellae - - Rijk Chlorosulphatae - Rijk Saprospirae - - Domein Archaea (Woese et al. 1990) (→ prokaryoten) - Rijk Crenarchaeota - Crenarchaea - Rijk Thermoprotei - Rijk Euryarchaeota - Eurythermea - Rijk Thermoplasmobacteria (Thermoplasmata, Reysenbach 2001) - Rijk Thermobacteria (Thermococci, Zillig & Reysenbach 2001) - Neobacteria - Rijk Methanobacteria - Rijk Halobacteria - Domein Eukaryota - Supergroep Unikonta (Cavalier-Smith 2002) - Opisthokonta (Copeland 1956, emend. Cavalier-Smith 1987, emend. Adl et al. 2005) - Rijk Fungi (Linnaeus 1753) - Microsporidiomycota (Balbiani 1882) - - - Chytridiomycota (Powell 2007) - Neocallimastigomycota (James et al. 2007) - - Blastocladiomycota (James et al. 2007) - - - Kickxellomycota (em. Benny 2007) - Entomophthoromycota (Humber 2012) - - Mucoromycota (em. Benny 2007) Euzygomycota - - Glomeromycota (James et al. 2006) - Dikarya (Hibbett, T.Y.James & Vilgalys 2007) - Ascomycota (James et al. 2006) - Basidiomycota (Moore 1980) - Holozoa - Ichthyosporea - Filozoa - Filasterea - Animalia (Linnaeus 1758) - Choanozoa (Cavalier-Smith 1993) - Metazoa (Haeckel 1866) - Porifera - Eumetazoa (Buetschli 1910) - Ctenophora - - Placozoa - - Cnidaria (Diploblastea) - Bilateria (Hatscheck 1888) - Acoelomorpha (Ehlers 1986) - - Protostomata (MacAlister 1879) - - Chaetognatha - Ecdysozoa (Aguinaldo et al. 1997) - Nematozoa - Panarthropoda - Scalidophora (Cephalorhyncha) - Spiralia (Giribet 2002) - Polyzoa (Thompson 1830) - Trochozoa (Roule 1891) - Platyzoa (Cavalier-Smith 1998) - Deuterostomata (MacAlister 1876) - Chordata - Ambulacraria - Rijk Amoebozoae (Lühe 1913, em. Corliss 1984) (→ protisten) - Supergroep Excavata (Cavalier-Smith 2002) (→ protisten) - Rijk Euexcavatae (Holt & Iudica) - Rijk Discicristatae (Cavalier-Smith 2002) - Bikonta (Cavalier-Smith 2002) - Supergroep Chromalveolata (Adl et al. 2005) (→ protisten) - Rijk Hacrobiae (Cavalier-Smith 2010) - Harosa (Cavalier-Smith 2010) (SAR, RAS) - Rijk Rhizariae (Cavalier-Smith 1993) (Rhizaria) - - Rijk Alveolatae (Cavalier-Smith 1991) - Rijk Heterokontae (Cavalier-Smith 1986) (Stramenopiles) - Supergroep Archaeplastida (Adl et al. 2005) - Rijk Rhodoplantae (Saunders & Hommersand 2004) - - Stam Rhodophyta (Wettstein 1922), roodwieren - Stam Cyanidiophyta (Saunders & Hommersand 2004) - ? Glaucophyta (Skuja 1954) - Rijk Viridiplantae (Cavalier-Smith 1981) - Onderrijk Chlorobionta, groene algen - Prasinophyta (Christiansen 1962) (Prasinophyceae 1-9) - Stam Chlorophyta (Pascher 1914) - Onderrijk Streptobionta - basale Streptobionta o.a. Charophyta (Karol & al. 2001), kranswieren - Superstam Embryophyta (landplanten) - Stam Marchantiophyta (Stotler & Crandall-Stotler 1977) (→ mossen s.l., bryofyten) - - Stam Bryophyta (Schimper 1836) (→ mossen s.l., bryofyten) - - Stam Anthocerotophyta (Stotler & Crandall-Stotler 1977) (→ mossen s.l., bryofyten) - Tracheophyta, vaatplanten |
| een polyfyletische groep (→ behoort tot de ...) wordt ook gerekend tot een polyfyletische groep |

## Alternatieve stamboom
Er zijn voor de eukaryoten ook alternatieve indelingen. Een daarvan wordt hier verkort weergegeven, vanwege de namen van de clades, zoals bij de Bikonta, Cabozoa en Corticata. De plaats van de Apusozoa is veranderd en daarmee de indeling van de clades van hoger niveau. Doordat de Unikonta in twee supergroepen zijn gesplitst, worden hier in het totaal zes supergroepen onderscheiden.
- Domein Eukaryoten of Eukarya
  - clade Unikonta
    - Supergroep Opisthokonta
      - Rijk Dieren of Animalia
      -  Rijk Schimmels of Fungi 

    -  Supergroep Amoebozoa met stammen Wortelpotigen of Rhizopoda en Slijmzwammen of Mycetozoa

  -  clade Bikonta
    -  ? clade Apusozoa
    - clade Cabozoa
      - Supergroep Rhizaria met Rijk Cercozoae met onder andere Foraminifera, Stralendiertjes of Radiolaria
      -  Supergroep Excavata

    -  clade Corticata
      - Supergroep Chromalveolata
        - Rijk Chromista met onder andere Bruinwieren en Diatomeeën
        - Rijk Alveolata
        -  Rijk Chromista en hetzelfde Heterokontae en Stramenopila met onder andere Ciliaten of trilhaardiertjes en Dinoflagellaten)

      -  Supergroep Archaeplastida
        - Rijk Rhodoplantae, met onder andere Roodwieren
        -  Rijk Viridiplantae met onder andere Groenwieren en Planten